# اوچادبنک
اوچادبنک (اوکراینی: Ощадбанк) شرکت دولتی خدمات مالی و بانکداری اوکراینی است، که در سال ۱۹۹۱ توسط 
دولت اوکراین تأسیس شد.